# ساموئل سارگسیان (هنرپیشه)
ساموئل سارگسیان (ارمنی: Սամվել Սարգսյան؛  ۱۸ سپتامبر ۱۹۵۵ – ۱۱ سپتامبر ۲۰۲۳) یک بازیگر اهل ارمنستان بود. وی بین سال‌های ۱۹۸۵ تا ؟ میلادی فعالیت می‌کرد.

## زندگی‌نامه
وی در ۱۸ سپتامبر ۱۹۵۵ ‏در ایروان به دنیا آمد و از انستیتو دولتی هنری و نمایشی ایروان فارغ‌التحصیل شد.  وی همچنین برندهٔ جوایزی همچون مدال طلای وزارت فرهنگ جمهوری ارمنستان (۲۰۱۴) شده است. وی در ۱۱ سپتامبر ۲۰۲۳ در سن ۶۷ سالگی در ایروان درگذشت.

## گزیده فیلمشناسی
از فیلم‌ها یا برنامه‌های تلویزیونی که وی در آن نقش داشته است می‌توان به تانگوی کودکی ما، وندتا اشاره کرد.